# Louversey
Louversey és un municipi francès situat al departament de l'Eure i a la regió de Normandia. L'any 2007 tenia 597 habitants.

## Demografia

### Població
El 2007 la població de fet de Louversey era de 597 persones. Hi havia 225 famílies de les quals 41 eren unipersonals (16 homes vivint sols i 25 dones vivint soles), 78 parelles sense fills, 90 parelles amb fills i 16 famílies monoparentals amb fills.
La població ha evolucionat segons el següent gràfic:
Habitants censats

### Habitatges
El 2007 hi havia 257 habitatges, 224 eren l'habitatge principal de la família, 28 eren segones residències i 5 estaven desocupats. 252 eren cases i 1 era un apartament. Dels 224 habitatges principals, 194 estaven ocupats pels seus propietaris, 26 estaven llogats i ocupats pels llogaters i 4 estaven cedits a títol gratuït; 1 tenia una cambra, 15 en tenien dues, 30 en tenien tres, 70 en tenien quatre i 108 en tenien cinc o més. 172 habitatges disposaven pel capbaix d'una plaça de pàrquing. A 103 habitatges hi havia un automòbil i a 109 n'hi havia dos o més.

### Piràmide de població
La piràmide de població per edats i sexe el 2009 era:
| Homes | Edats   | Dones |
| ----- | ------- | ----- |
| 0     | 95 o +  | 0     |
| 0     | 90 a 94 | 0     |
| 4     | 85 a 89 | 0     |
| 0     | 80 a 84 | 0     |
| 0     | 75 a 79 | 12    |
| 12    | 70 a 74 | 4     |
| 12    | 65 a 69 | 20    |
| 20    | 60 a 64 | 8     |
| 12    | 55 a 59 | 12    |
| 12    | 50 a 54 | 20    |
| 28    | 45 a 49 | 12    |
| 12    | 40 a 44 | 20    |
| 28    | 35 a 39 | 12    |
| 16    | 30 a 34 | 24    |
| 16    | 25 a 29 | 20    |
| 4     | 20 a 24 | 12    |
| 8     | 15 a 19 | 20    |
| 4     | 10 a 14 | 8     |
| 16    | 5 a 9   | 32    |
| 20    | 0 a 4   | 28    |

## Economia
El 2007 la població en edat de treballar era de 387 persones, 298 eren actives i 89 eren inactives. De les 298 persones actives 270 estaven ocupades (142 homes i 128 dones) i 27 estaven aturades (11 homes i 16 dones). De les 89 persones inactives 38 estaven jubilades, 28 estaven estudiant i 23 estaven classificades com a «altres inactius».

### Ingressos
El 2009 a Louversey hi havia 225 unitats fiscals que integraven 568,5 persones, la mediana anual d'ingressos fiscals per persona era de 18.607 €.

### Activitats econòmiques
Dels 13 establiments que hi havia el 2007, 1 era d'una empresa de fabricació d'altres productes industrials, 2 d'empreses de construcció, 4 d'empreses de comerç i reparació d'automòbils, 2 d'empreses de serveis, 1 d'una entitat de l'administració pública i 3 d'empreses classificades com a «altres activitats de serveis».
Dels 3 establiments de servei als particulars que hi havia el 2009, 1 era una fusteria, 1 lampisteria i 1 perruqueria.
L'any 2000 a Louversey hi havia 11 explotacions agrícoles que ocupaven un total de 768 hectàrees.

## Equipaments sanitaris i escolars
El 2009 hi havia una escola maternal integrada dins d'un grup escolar amb les comunes properes formant una escola dispersa.

## Poblacions més properes
El següent diagrama mostra les poblacions més properes.